# ستيفن بينيت
ستيفن بينيت (بالإنجليزية: Steven Bennett)‏ (21 نوفمبر 1991 ببارنسلي في المملكة المتحدة - ) هو لاعب كرة قدم بريطاني في مركز الهجوم. لعب مع نادي بارنسلي.

## وصلات خارجية
- ستيفن بينيت على موقع قاعدة بيانات كرة القدم.إي يو (الإنجليزية)
- ستيفن بينيت على موقع Soccerbase.com (لاعب) (الإنجليزية)